# Ormosia hederae
Ormosia hederae är en tvåvingeart som först beskrevs av Curtis 1835.  Ormosia hederae ingår i släktet Ormosia och familjen småharkrankar. Arten är reproducerande i Sverige. Inga underarter finns listade i Catalogue of Life.